# Batsu game
[contexte nécessaire]
 (mars 2012).
Si vous disposez d'ouvrages ou d'articles de référence ou si vous connaissez des sites web de qualité traitant du thème abordé ici, merci de compléter l'article en donnant les références utiles à sa vérifiabilité et en les liant à la section « Notes et références ».
Un Batsu Game (罰 ゲーム, Batsu Gemu, ce qui signifie « jeu de punition ») est un élément commun dans la comédie japonaise owarai et des émissions de variétés.

## Définition
En règle générale, un Batsu Game a lieu après une sorte de défi ou pari perdu. Le gagnant oblige le perdant à être puni (la plupart du temps physiquement) ou simplement à faire quelque chose de désagréable ou à subir quelque chose de désagréable. Le gagnant prend plaisir à rire puisqu'il ne fait pas l'expérience de la peine que le perdant est forcé de subir. Parce que le jeu repose sur une punition, des précautions doivent être prises pour veiller à ce que le jeu ne soit pas trop cruel ou que les punitions ne soient inutilement douloureuses ou trop dangereuses.
Les Batsu Game sont souvent montrés dans des émissions télévisées japonaises parce qu'elles sont considérées comme drôles par les Japonais ; cependant, l'humour ne vient pas de la punition elle-même, mais des réactions des comédiens (le plus souvent) qui éprouvent de la peur, de la peine ou du dégoût.

## Exemple
L'exemple le plus élémentaire d'un Batsu Game dans un spectacle de variétés commence par un jeu de roche-papier-ciseaux et le perdant est frappé au visage par le gagnant. Autres exemples courants : des participants sont forcés d'aller dans un bassin d'eau extrêmement chaude et d'y rester le plus longtemps possible ou de manger quelque chose rempli de wasabi. Les punitions les plus courantes trouvées dans des émissions télévisées japonaises sont les suivantes : saut en parachute ; manèges à un parc d'attractions ; manger des aliments généralement considérés comme comestibles mais qui rebutent, ou être forcé de combattre un maitre en art martiaux ou un lutteur de sumo. Cependant, parce que ces jeux prennent beaucoup de temps pour la préparation et les disponibilités sans compter les frais, ceux-ci sont généralement présents dans des émissions de télévision très populaires et toujours en grande demande du public.
Il y a également eu des Batsu Game où le concurrent lui-même est un Batsu Game : aucun des concurrents ne participe pour gagner, mais ils participent de manière à être aussi drôles que possible. Exemples : le segment Human Tetris de la série TV tunnels, les jeux All-Star Athletic de l'émission télévisée Haneru no Tobira, et les jeux de Downtown no Gaki no Tsukai ya Arahende!! appelés les Batsu Game « 24 heures aucun rire ».

## Les critiques
Les Batsu Game sont considérés comme drôles au Japon en raison des réactions (souvent exorbitantes) des comédiens qui les subissent. Cependant, il y a eu des cas de blessures causées par des Batsu Game, tels que celui de l'Aquadôme Kumamoto, où un participant a sauté dans une piscine à partir d'une plate-forme très haute et s'est cassé plusieurs côtes. Les blessures causées par des Batsu Game ne sont souvent pas diffusées à la télévision. Les jeux sont devenus de plus en plus fréquents à la télévision japonaise, certaines émissions ont augmenté la dangerosité de leurs peines. Les critiques ont fait remarquer que le problème ne réside pas dans les punitions, mais à la trop grande demande de jeux dangereux par le public.
À l'inverse, les participants dans les jeux télévisés sont souvent critiqués par des téléspectateurs comme faussant leurs réactions face à la punition, parce que l'humour ne réside que dans leur réaction à la répression ; par exemple, les téléspectateurs disent souvent que les jeux sont faux et truqués, comme le bain d'eau très chaude : les participants affirment que l'eau est très chaude, mais les téléspectateurs disent que l'eau n'est pas chaude pour les participants. Maintenant, les participants seront souvent tentés de convaincre les téléspectateurs que l'eau est vraiment chaude par divers moyens ; un membre de l'auditoire ira mettre sa main dans l'eau par exemple. De manière générale, les peines sont réelles plutôt que truquées (l'eau est vraiment chaude, le wasabi parfois utilisé est réellement très fort), mais elles sont maintenues à un niveau de prévention des blessures et du danger, mais quelque accident peut toutefois arriver : ces jeux sont bien calculés, mais les risques sont toujours présents.